# 万教帰一
万教帰一（ばんきょうきいつ）とは、すべての宗教は一つに帰するという概念である。主に新宗教で使われる。

## 万教帰一の例
- バハイ教 (バハーイー教)
- 一貫道・天道 (新宗教)
- 大本 - 万教同根を主張
- 生長の家・生長の家総本山
- 三五教
- 日月神示 - 「神も仏もキリストも元は一つぞよ」とある。
- 古代神学
- 永遠の哲学